# Lazzaro Baldi

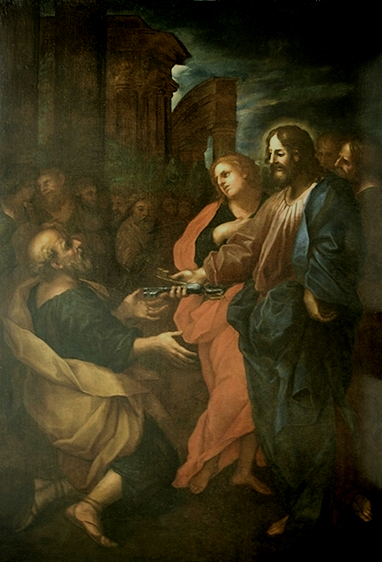
Kristus överlämnar himmelrikets nycklar åt den helige Petrus.

Lazzaro Baldi, född omkring 1624 i Pistoia, död 30 mars 1703 i Rom, var en italiensk målare under barockepoken. I Rom har han utfört målningar i bland annat Sant'Andrea delle Fratte, Gesù e Maria, San Giovanni in Oleo, Santi Luca e Martina, San Marcello al Corso, Santa Maria del Pianto, Santa Maria in Vallicella, Santa Pudenziana, Santissimo Sudario dei Piemontesi, Cappella dei Re Magi samt i Palazzo del Quirinale.

### Webbkällor
- Borea, Evelina (1963). ”BALDI, Lazzaro”. Dizionario Biografico degli Italiani – Volume 5. Treccani. http://www.treccani.it/enciclopedia/lazzaro-baldi_(Dizionario-Biografico)/. Läst 11 september 2016.